# Extrazug
Im Schweizer Schienenverkehr ist der Extrazug eine eigene Zugkategorie. 
Ein Extrazug ist ein Zug, der im Gegensatz zu einem Regelzug ausserhalb des im Kursbuch publizierten Fahrplans verkehrt und der nicht dem Ersatzverkehr zugeordnet ist.
Extrazüge werden bei speziellen Anlässen eingesetzt, beispielsweise bei grösseren Festen wie der Street Parade oder Messen wie dem Genfer Auto-Salon oder der OLMA. Fanzüge transportieren Fussball- oder Eishockeyanhänger an Auswärtsspielen. Des Weiteren werden sie zur Entlastung von regulären Zügen eingesetzt, zum Beispiel zu Ferienbeginn oder beim Wintersportverkehr. Die SBB setzten auch dann auf Extrazüge, wenn eine wichtige Strassenachse, beispielsweise die Gotthardautobahn, gesperrt ist.
Auf von den Schweizerischen Bundesbahnen (SBB) angebotenen Extrazügen werden normalerweise gewöhnliche Billette akzeptiert. Die in Deutschland verwendeten Begriffe sind Sonderzug beziehungsweise Entlastungszug oder im Nahverkehr auch E-Wagen.

## Extrahalt
Ein Extrahalt ist ein Halt eines fahrplanmässigen Zugs an einer Haltestelle zum Ein- und Aussteigen, der im Fahrplan nicht vorgesehen ist.
Dies ist zum Beispiel bei Veranstaltungen wie Open Airs oder Musicals der Fall, darüber hinaus bei Störungen im umliegenden Bahnverkehr, beispielsweise bei Ausfall eines Zuges, der den Halt fahrplanmässig ansteuert. 
Weiter sind Routenverlängerungen möglich, hier fährt ein regulärer Zug über den eigentlichen Endbahnhof hinaus. 